# Amphimedon paradisus
Espèce
Amphimedon paradisus est une espèce d'éponges de la famille des Niphatidae.

## Systématique
L'espèce Amphimedon paradisus est décrite en 1989 par Ruth Desqueyroux-Faúndez.